# Acteon hebes
Acteon hebes is een slakkensoort uit de familie van de Acteonidae. De wetenschappelijke naam van de soort is voor het eerst geldig gepubliceerd in 1885 door A. E. Verrill.